# Kostel svatého Michala (Rejchartice)
Kostel svatého Michala (nyní je zasvěcen archandělům Michaelovi a Gabrielovi) v Rejcharticích je barokní stavbou se starším jádrem a areálem hřbitova s ohradní zdí. Je postaven na místě starého kostela z roku 1643 na křižovatce čtyř historických cest spojující okolní obce s Rejcharticemi. Je zapsán na seznamu kulturních památek.

## Historie kostela
Již při první zmínce o obci z roku 1350 je z obce uváděna i fara. V roce 1643 byl postaven nový farní kostel, ale fara za třicetileté války zanikla a byla obnovena až v roce 1784. Kostel byl rozšířen do barokní podoby v letech 1768 – 1770 dle návrhu architekta F. A. Neumanna. Po částečné opravě v roce 1964 kostel chátral a teprve počátkem 21. století byla zahájena postupná celková rekonstrukce celého areálu kostela včetně interiéru a ohradní zdi.

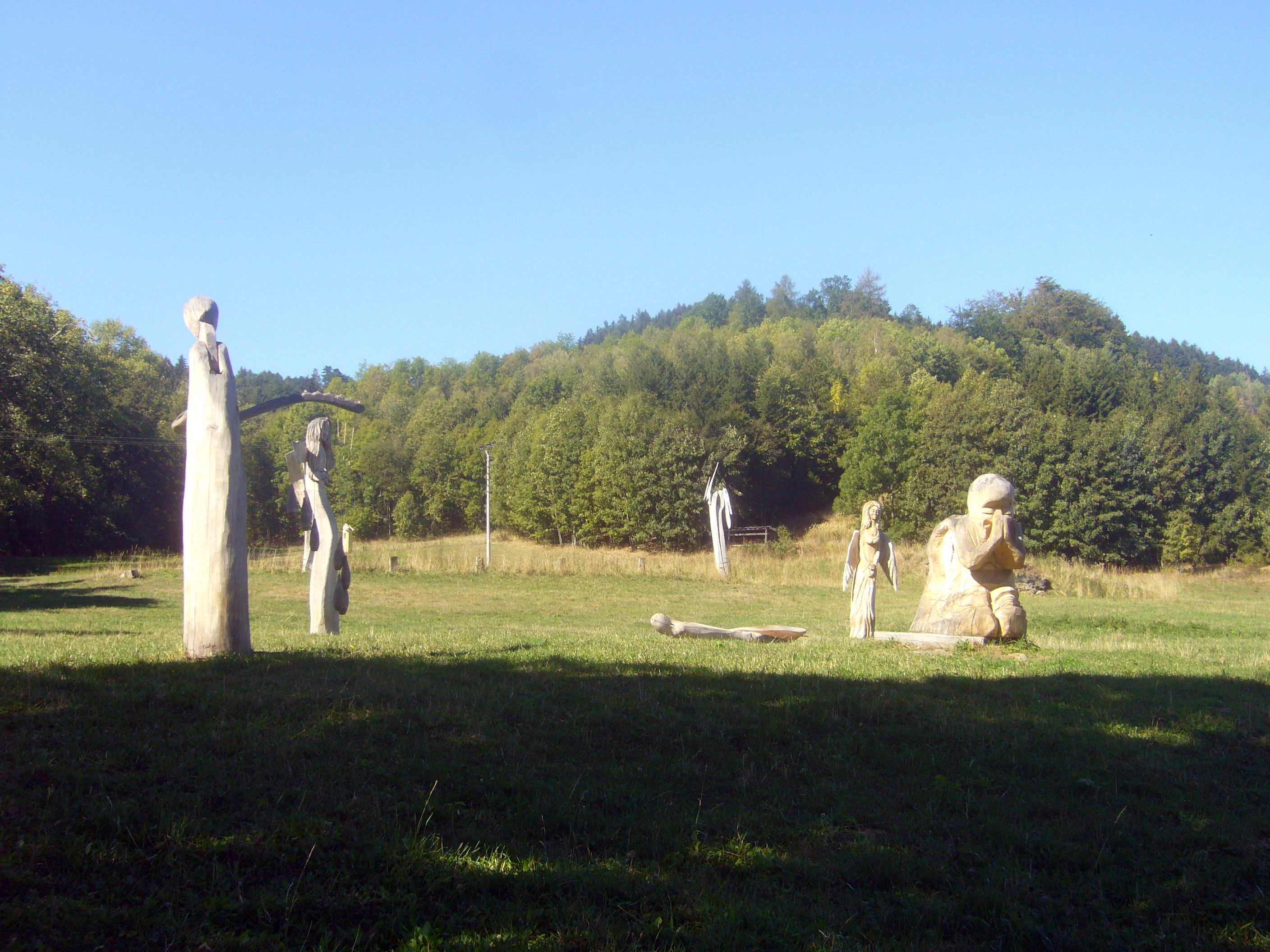
sochy na Andělské louce u kostela v Rejcharticích

Od roku 2013 se na prostranství v blízkosti kostela pořádá sochařské a řezbářské sympozium Andělské louky, jehož cílem je vytvoření unikátní galerie soch andělů pod širým nebem inspirované krásnou krajinou podhůří Jeseníků. 

## Popis kostela

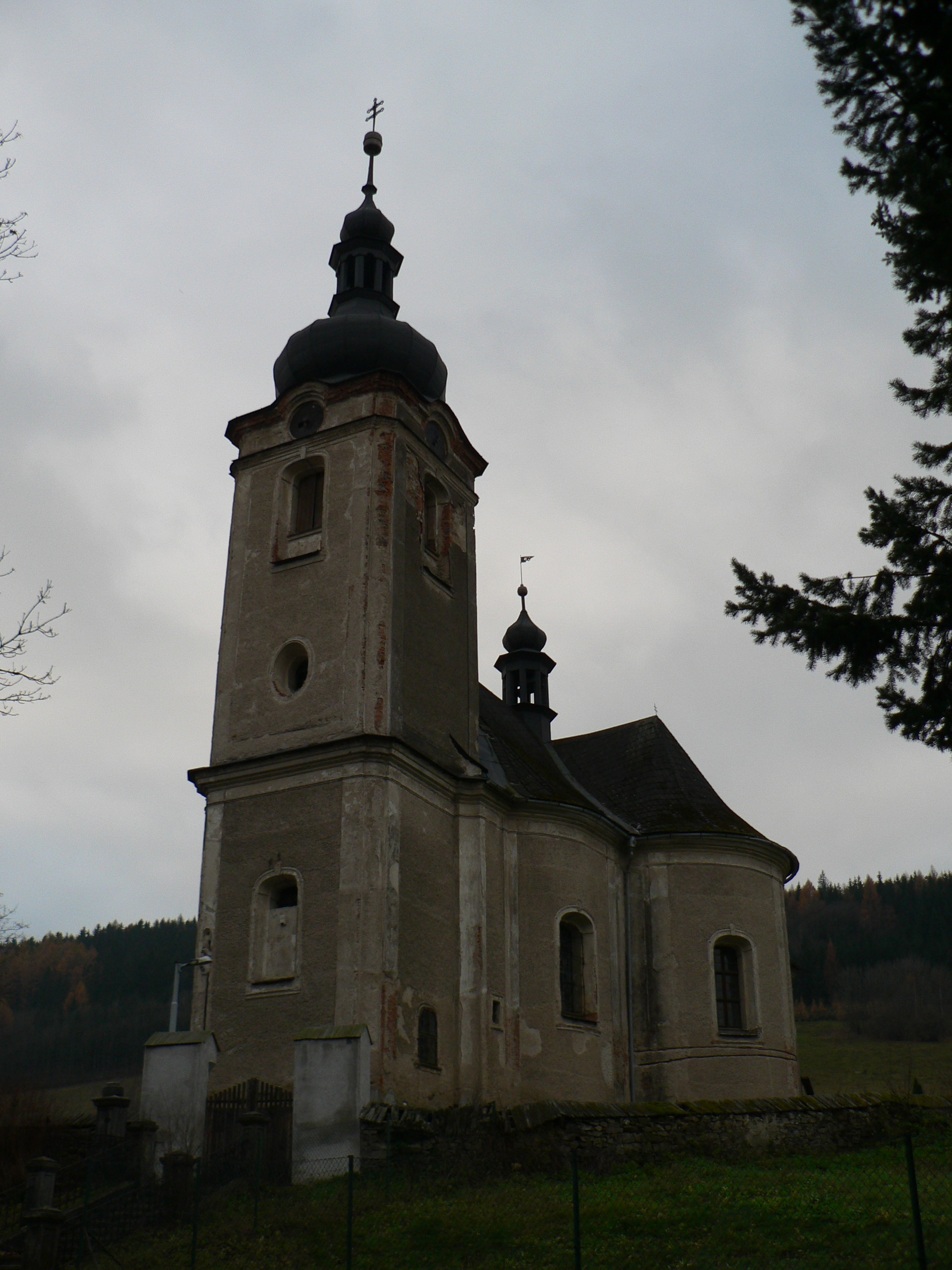
průčelí kostela

Kostel sv. Michala je jednolodní stavbou se segmentovým závěrem a dvěma bočními, půlkruhově ukončenými kaplemi, které vzbuzují dojem příčné lodi a vytvářejí půdorys kříže. K závěru kostela přiléhá hranolovitá věž. K západnímu průčelí je přizděna malá předsíň s pultovou střechou. Další předsíň je přistavěna z jižní strany. Kolem kostela je ohradní zeď hřbitova z lomového kamene, která  je prolomena dvěma branami. Od severozápadu je přístup ke kostelu tvořen kamenným schodištěm.
Se svou úspornou dřevěnou „klenbou“ má mimořádně působivý vnitřní prostor. Klenby jsou zdobeny ornamentálními malbami, zrcadly a medailonky. V západní části lodi se nachází zděná kruchta s varhanami vyrobenými v Krnově. Od roku 1847 má kostel dva oltáře s novými obrazy, novou kazatelnu a rekonstruovanou křtitelnici. Soubor čtrnácti obrazů křížové cesty vytvořil rapotínský malíř Jindřich Kress.